# Cannán Ciudad de la Luz
Cannán Ciudad de la Luz är en ort i Mexiko.   Den ligger i kommunen Tlalixtaquilla de Maldonado och delstaten Guerrero, i den sydöstra delen av landet, 210 km söder om huvudstaden Mexico City. Cannán Ciudad de la Luz ligger 1 440 meter över havet och antalet invånare är 417.
Terrängen runt Cannán Ciudad de la Luz är kuperad. Runt Cannán Ciudad de la Luz är det ganska tätbefolkat, med 108 invånare per kvadratkilometer. Närmaste större samhälle är Tlapa de Comonfort, 12,5 km sydväst om Cannán Ciudad de la Luz. I omgivningarna runt Cannán Ciudad de la Luz växer huvudsakligen savannskog.